# Хрестик (шаховий маневр)
Маневр «хрестик» — ідея в шаховій композиції. Суть ідеї: король, ферзь або тура робить ходи зі свого поля по вертикалі і горизонталі на одне поле, створюючи чотири варіанти або чотири фази, при цьому, якщо взяти усі разом чотири ходи фігури, утворюється хрестик.

## Історія
Цю ідею вперше виразив у 1876 році шаховий композитор Вільям Шинкман (25.12.1847 — 25.05.1933).
У задачі тура, ферзь або король роблять у кожному варіанті горизонтальні і вертикальні ходи на одне поле, при цьому загальна картина руху фігури утворює хрестик.
Ідея дістала назву — маневр «хрестик».
|   | a | b | c | d | e | f | g | h |   |
| 8 | a8 білий ферзь · d7 білий слон · d6 білий слон · d5 білий кінь · e5 біла тура · h5 білий пішак · d4 біла тура · c3 чорний пішак · c2 чорний пішак · g2 чорний король · h2 білий кінь · c1 білий король · h1 чорний слон | a8 білий ферзь · d7 білий слон · d6 білий слон · d5 білий кінь · e5 біла тура · h5 білий пішак · d4 біла тура · c3 чорний пішак · c2 чорний пішак · g2 чорний король · h2 білий кінь · c1 білий король · h1 чорний слон | a8 білий ферзь · d7 білий слон · d6 білий слон · d5 білий кінь · e5 біла тура · h5 білий пішак · d4 біла тура · c3 чорний пішак · c2 чорний пішак · g2 чорний король · h2 білий кінь · c1 білий король · h1 чорний слон | a8 білий ферзь · d7 білий слон · d6 білий слон · d5 білий кінь · e5 біла тура · h5 білий пішак · d4 біла тура · c3 чорний пішак · c2 чорний пішак · g2 чорний король · h2 білий кінь · c1 білий король · h1 чорний слон | a8 білий ферзь · d7 білий слон · d6 білий слон · d5 білий кінь · e5 біла тура · h5 білий пішак · d4 біла тура · c3 чорний пішак · c2 чорний пішак · g2 чорний король · h2 білий кінь · c1 білий король · h1 чорний слон | a8 білий ферзь · d7 білий слон · d6 білий слон · d5 білий кінь · e5 біла тура · h5 білий пішак · d4 біла тура · c3 чорний пішак · c2 чорний пішак · g2 чорний король · h2 білий кінь · c1 білий король · h1 чорний слон | a8 білий ферзь · d7 білий слон · d6 білий слон · d5 білий кінь · e5 біла тура · h5 білий пішак · d4 біла тура · c3 чорний пішак · c2 чорний пішак · g2 чорний король · h2 білий кінь · c1 білий король · h1 чорний слон | a8 білий ферзь · d7 білий слон · d6 білий слон · d5 білий кінь · e5 біла тура · h5 білий пішак · d4 біла тура · c3 чорний пішак · c2 чорний пішак · g2 чорний король · h2 білий кінь · c1 білий король · h1 чорний слон | 8 |
| 7 | a8 білий ферзь · d7 білий слон · d6 білий слон · d5 білий кінь · e5 біла тура · h5 білий пішак · d4 біла тура · c3 чорний пішак · c2 чорний пішак · g2 чорний король · h2 білий кінь · c1 білий король · h1 чорний слон | a8 білий ферзь · d7 білий слон · d6 білий слон · d5 білий кінь · e5 біла тура · h5 білий пішак · d4 біла тура · c3 чорний пішак · c2 чорний пішак · g2 чорний король · h2 білий кінь · c1 білий король · h1 чорний слон | a8 білий ферзь · d7 білий слон · d6 білий слон · d5 білий кінь · e5 біла тура · h5 білий пішак · d4 біла тура · c3 чорний пішак · c2 чорний пішак · g2 чорний король · h2 білий кінь · c1 білий король · h1 чорний слон | a8 білий ферзь · d7 білий слон · d6 білий слон · d5 білий кінь · e5 біла тура · h5 білий пішак · d4 біла тура · c3 чорний пішак · c2 чорний пішак · g2 чорний король · h2 білий кінь · c1 білий король · h1 чорний слон | a8 білий ферзь · d7 білий слон · d6 білий слон · d5 білий кінь · e5 біла тура · h5 білий пішак · d4 біла тура · c3 чорний пішак · c2 чорний пішак · g2 чорний король · h2 білий кінь · c1 білий король · h1 чорний слон | a8 білий ферзь · d7 білий слон · d6 білий слон · d5 білий кінь · e5 біла тура · h5 білий пішак · d4 біла тура · c3 чорний пішак · c2 чорний пішак · g2 чорний король · h2 білий кінь · c1 білий король · h1 чорний слон | a8 білий ферзь · d7 білий слон · d6 білий слон · d5 білий кінь · e5 біла тура · h5 білий пішак · d4 біла тура · c3 чорний пішак · c2 чорний пішак · g2 чорний король · h2 білий кінь · c1 білий король · h1 чорний слон | a8 білий ферзь · d7 білий слон · d6 білий слон · d5 білий кінь · e5 біла тура · h5 білий пішак · d4 біла тура · c3 чорний пішак · c2 чорний пішак · g2 чорний король · h2 білий кінь · c1 білий король · h1 чорний слон | 7 |
| 6 | a8 білий ферзь · d7 білий слон · d6 білий слон · d5 білий кінь · e5 біла тура · h5 білий пішак · d4 біла тура · c3 чорний пішак · c2 чорний пішак · g2 чорний король · h2 білий кінь · c1 білий король · h1 чорний слон | a8 білий ферзь · d7 білий слон · d6 білий слон · d5 білий кінь · e5 біла тура · h5 білий пішак · d4 біла тура · c3 чорний пішак · c2 чорний пішак · g2 чорний король · h2 білий кінь · c1 білий король · h1 чорний слон | a8 білий ферзь · d7 білий слон · d6 білий слон · d5 білий кінь · e5 біла тура · h5 білий пішак · d4 біла тура · c3 чорний пішак · c2 чорний пішак · g2 чорний король · h2 білий кінь · c1 білий король · h1 чорний слон | a8 білий ферзь · d7 білий слон · d6 білий слон · d5 білий кінь · e5 біла тура · h5 білий пішак · d4 біла тура · c3 чорний пішак · c2 чорний пішак · g2 чорний король · h2 білий кінь · c1 білий король · h1 чорний слон | a8 білий ферзь · d7 білий слон · d6 білий слон · d5 білий кінь · e5 біла тура · h5 білий пішак · d4 біла тура · c3 чорний пішак · c2 чорний пішак · g2 чорний король · h2 білий кінь · c1 білий король · h1 чорний слон | a8 білий ферзь · d7 білий слон · d6 білий слон · d5 білий кінь · e5 біла тура · h5 білий пішак · d4 біла тура · c3 чорний пішак · c2 чорний пішак · g2 чорний король · h2 білий кінь · c1 білий король · h1 чорний слон | a8 білий ферзь · d7 білий слон · d6 білий слон · d5 білий кінь · e5 біла тура · h5 білий пішак · d4 біла тура · c3 чорний пішак · c2 чорний пішак · g2 чорний король · h2 білий кінь · c1 білий король · h1 чорний слон | a8 білий ферзь · d7 білий слон · d6 білий слон · d5 білий кінь · e5 біла тура · h5 білий пішак · d4 біла тура · c3 чорний пішак · c2 чорний пішак · g2 чорний король · h2 білий кінь · c1 білий король · h1 чорний слон | 6 |
| 5 | a8 білий ферзь · d7 білий слон · d6 білий слон · d5 білий кінь · e5 біла тура · h5 білий пішак · d4 біла тура · c3 чорний пішак · c2 чорний пішак · g2 чорний король · h2 білий кінь · c1 білий король · h1 чорний слон | a8 білий ферзь · d7 білий слон · d6 білий слон · d5 білий кінь · e5 біла тура · h5 білий пішак · d4 біла тура · c3 чорний пішак · c2 чорний пішак · g2 чорний король · h2 білий кінь · c1 білий король · h1 чорний слон | a8 білий ферзь · d7 білий слон · d6 білий слон · d5 білий кінь · e5 біла тура · h5 білий пішак · d4 біла тура · c3 чорний пішак · c2 чорний пішак · g2 чорний король · h2 білий кінь · c1 білий король · h1 чорний слон | a8 білий ферзь · d7 білий слон · d6 білий слон · d5 білий кінь · e5 біла тура · h5 білий пішак · d4 біла тура · c3 чорний пішак · c2 чорний пішак · g2 чорний король · h2 білий кінь · c1 білий король · h1 чорний слон | a8 білий ферзь · d7 білий слон · d6 білий слон · d5 білий кінь · e5 біла тура · h5 білий пішак · d4 біла тура · c3 чорний пішак · c2 чорний пішак · g2 чорний король · h2 білий кінь · c1 білий король · h1 чорний слон | a8 білий ферзь · d7 білий слон · d6 білий слон · d5 білий кінь · e5 біла тура · h5 білий пішак · d4 біла тура · c3 чорний пішак · c2 чорний пішак · g2 чорний король · h2 білий кінь · c1 білий король · h1 чорний слон | a8 білий ферзь · d7 білий слон · d6 білий слон · d5 білий кінь · e5 біла тура · h5 білий пішак · d4 біла тура · c3 чорний пішак · c2 чорний пішак · g2 чорний король · h2 білий кінь · c1 білий король · h1 чорний слон | a8 білий ферзь · d7 білий слон · d6 білий слон · d5 білий кінь · e5 біла тура · h5 білий пішак · d4 біла тура · c3 чорний пішак · c2 чорний пішак · g2 чорний король · h2 білий кінь · c1 білий король · h1 чорний слон | 5 |
| 4 | a8 білий ферзь · d7 білий слон · d6 білий слон · d5 білий кінь · e5 біла тура · h5 білий пішак · d4 біла тура · c3 чорний пішак · c2 чорний пішак · g2 чорний король · h2 білий кінь · c1 білий король · h1 чорний слон | a8 білий ферзь · d7 білий слон · d6 білий слон · d5 білий кінь · e5 біла тура · h5 білий пішак · d4 біла тура · c3 чорний пішак · c2 чорний пішак · g2 чорний король · h2 білий кінь · c1 білий король · h1 чорний слон | a8 білий ферзь · d7 білий слон · d6 білий слон · d5 білий кінь · e5 біла тура · h5 білий пішак · d4 біла тура · c3 чорний пішак · c2 чорний пішак · g2 чорний король · h2 білий кінь · c1 білий король · h1 чорний слон | a8 білий ферзь · d7 білий слон · d6 білий слон · d5 білий кінь · e5 біла тура · h5 білий пішак · d4 біла тура · c3 чорний пішак · c2 чорний пішак · g2 чорний король · h2 білий кінь · c1 білий король · h1 чорний слон | a8 білий ферзь · d7 білий слон · d6 білий слон · d5 білий кінь · e5 біла тура · h5 білий пішак · d4 біла тура · c3 чорний пішак · c2 чорний пішак · g2 чорний король · h2 білий кінь · c1 білий король · h1 чорний слон | a8 білий ферзь · d7 білий слон · d6 білий слон · d5 білий кінь · e5 біла тура · h5 білий пішак · d4 біла тура · c3 чорний пішак · c2 чорний пішак · g2 чорний король · h2 білий кінь · c1 білий король · h1 чорний слон | a8 білий ферзь · d7 білий слон · d6 білий слон · d5 білий кінь · e5 біла тура · h5 білий пішак · d4 біла тура · c3 чорний пішак · c2 чорний пішак · g2 чорний король · h2 білий кінь · c1 білий король · h1 чорний слон | a8 білий ферзь · d7 білий слон · d6 білий слон · d5 білий кінь · e5 біла тура · h5 білий пішак · d4 біла тура · c3 чорний пішак · c2 чорний пішак · g2 чорний король · h2 білий кінь · c1 білий король · h1 чорний слон | 4 |
| 3 | a8 білий ферзь · d7 білий слон · d6 білий слон · d5 білий кінь · e5 біла тура · h5 білий пішак · d4 біла тура · c3 чорний пішак · c2 чорний пішак · g2 чорний король · h2 білий кінь · c1 білий король · h1 чорний слон | a8 білий ферзь · d7 білий слон · d6 білий слон · d5 білий кінь · e5 біла тура · h5 білий пішак · d4 біла тура · c3 чорний пішак · c2 чорний пішак · g2 чорний король · h2 білий кінь · c1 білий король · h1 чорний слон | a8 білий ферзь · d7 білий слон · d6 білий слон · d5 білий кінь · e5 біла тура · h5 білий пішак · d4 біла тура · c3 чорний пішак · c2 чорний пішак · g2 чорний король · h2 білий кінь · c1 білий король · h1 чорний слон | a8 білий ферзь · d7 білий слон · d6 білий слон · d5 білий кінь · e5 біла тура · h5 білий пішак · d4 біла тура · c3 чорний пішак · c2 чорний пішак · g2 чорний король · h2 білий кінь · c1 білий король · h1 чорний слон | a8 білий ферзь · d7 білий слон · d6 білий слон · d5 білий кінь · e5 біла тура · h5 білий пішак · d4 біла тура · c3 чорний пішак · c2 чорний пішак · g2 чорний король · h2 білий кінь · c1 білий король · h1 чорний слон | a8 білий ферзь · d7 білий слон · d6 білий слон · d5 білий кінь · e5 біла тура · h5 білий пішак · d4 біла тура · c3 чорний пішак · c2 чорний пішак · g2 чорний король · h2 білий кінь · c1 білий король · h1 чорний слон | a8 білий ферзь · d7 білий слон · d6 білий слон · d5 білий кінь · e5 біла тура · h5 білий пішак · d4 біла тура · c3 чорний пішак · c2 чорний пішак · g2 чорний король · h2 білий кінь · c1 білий король · h1 чорний слон | a8 білий ферзь · d7 білий слон · d6 білий слон · d5 білий кінь · e5 біла тура · h5 білий пішак · d4 біла тура · c3 чорний пішак · c2 чорний пішак · g2 чорний король · h2 білий кінь · c1 білий король · h1 чорний слон | 3 |
| 2 | a8 білий ферзь · d7 білий слон · d6 білий слон · d5 білий кінь · e5 біла тура · h5 білий пішак · d4 біла тура · c3 чорний пішак · c2 чорний пішак · g2 чорний король · h2 білий кінь · c1 білий король · h1 чорний слон | a8 білий ферзь · d7 білий слон · d6 білий слон · d5 білий кінь · e5 біла тура · h5 білий пішак · d4 біла тура · c3 чорний пішак · c2 чорний пішак · g2 чорний король · h2 білий кінь · c1 білий король · h1 чорний слон | a8 білий ферзь · d7 білий слон · d6 білий слон · d5 білий кінь · e5 біла тура · h5 білий пішак · d4 біла тура · c3 чорний пішак · c2 чорний пішак · g2 чорний король · h2 білий кінь · c1 білий король · h1 чорний слон | a8 білий ферзь · d7 білий слон · d6 білий слон · d5 білий кінь · e5 біла тура · h5 білий пішак · d4 біла тура · c3 чорний пішак · c2 чорний пішак · g2 чорний король · h2 білий кінь · c1 білий король · h1 чорний слон | a8 білий ферзь · d7 білий слон · d6 білий слон · d5 білий кінь · e5 біла тура · h5 білий пішак · d4 біла тура · c3 чорний пішак · c2 чорний пішак · g2 чорний король · h2 білий кінь · c1 білий король · h1 чорний слон | a8 білий ферзь · d7 білий слон · d6 білий слон · d5 білий кінь · e5 біла тура · h5 білий пішак · d4 біла тура · c3 чорний пішак · c2 чорний пішак · g2 чорний король · h2 білий кінь · c1 білий король · h1 чорний слон | a8 білий ферзь · d7 білий слон · d6 білий слон · d5 білий кінь · e5 біла тура · h5 білий пішак · d4 біла тура · c3 чорний пішак · c2 чорний пішак · g2 чорний король · h2 білий кінь · c1 білий король · h1 чорний слон | a8 білий ферзь · d7 білий слон · d6 білий слон · d5 білий кінь · e5 біла тура · h5 білий пішак · d4 біла тура · c3 чорний пішак · c2 чорний пішак · g2 чорний король · h2 білий кінь · c1 білий король · h1 чорний слон | 2 |
| 1 | a8 білий ферзь · d7 білий слон · d6 білий слон · d5 білий кінь · e5 біла тура · h5 білий пішак · d4 біла тура · c3 чорний пішак · c2 чорний пішак · g2 чорний король · h2 білий кінь · c1 білий король · h1 чорний слон | a8 білий ферзь · d7 білий слон · d6 білий слон · d5 білий кінь · e5 біла тура · h5 білий пішак · d4 біла тура · c3 чорний пішак · c2 чорний пішак · g2 чорний король · h2 білий кінь · c1 білий король · h1 чорний слон | a8 білий ферзь · d7 білий слон · d6 білий слон · d5 білий кінь · e5 біла тура · h5 білий пішак · d4 біла тура · c3 чорний пішак · c2 чорний пішак · g2 чорний король · h2 білий кінь · c1 білий король · h1 чорний слон | a8 білий ферзь · d7 білий слон · d6 білий слон · d5 білий кінь · e5 біла тура · h5 білий пішак · d4 біла тура · c3 чорний пішак · c2 чорний пішак · g2 чорний король · h2 білий кінь · c1 білий король · h1 чорний слон | a8 білий ферзь · d7 білий слон · d6 білий слон · d5 білий кінь · e5 біла тура · h5 білий пішак · d4 біла тура · c3 чорний пішак · c2 чорний пішак · g2 чорний король · h2 білий кінь · c1 білий король · h1 чорний слон | a8 білий ферзь · d7 білий слон · d6 білий слон · d5 білий кінь · e5 біла тура · h5 білий пішак · d4 біла тура · c3 чорний пішак · c2 чорний пішак · g2 чорний король · h2 білий кінь · c1 білий король · h1 чорний слон | a8 білий ферзь · d7 білий слон · d6 білий слон · d5 білий кінь · e5 біла тура · h5 білий пішак · d4 біла тура · c3 чорний пішак · c2 чорний пішак · g2 чорний король · h2 білий кінь · c1 білий король · h1 чорний слон | a8 білий ферзь · d7 білий слон · d6 білий слон · d5 білий кінь · e5 біла тура · h5 білий пішак · d4 біла тура · c3 чорний пішак · c2 чорний пішак · g2 чорний король · h2 білий кінь · c1 білий король · h1 чорний слон | 1 |
|   | a | b | c | d | e | f | g | h |   |

FEN: Q7/3B4/3B4/3NR2P/3R4/2p5/2p3kN/2K4b
1. Qa7! ~ Zz
1. ... Kg3 2. Re2#
1. ... Kg1 2. Rd2#
1. ... Kf2 2. Rg4#
1. ... Kh2 2. Rg5#
Білі створюють додаткову батарею ферзь-тура і тепер при кожному з чотирьох ходів чорного короля виникають мати. Усі чотири ходи короля утворюють зображення хрестика. 